# Göteborg Beachvolley Club

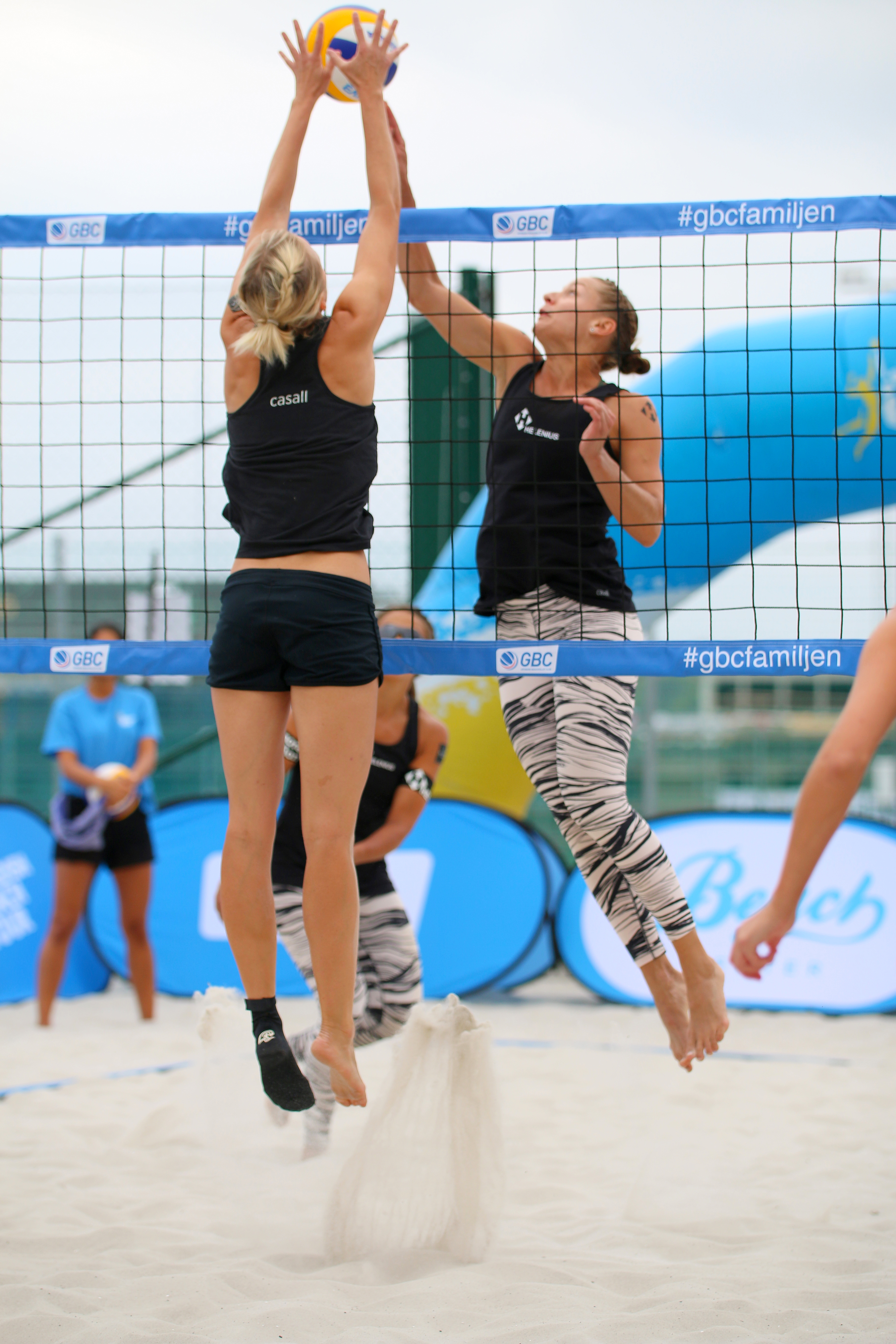
Swedish Beach Tour-stoppet i Göteborg hos Beach Center och GBC sommaren 2018. På bild klubbens Sigrid Simonsson.

Göteborg Beachvolley Club, GBC, är med över 1400 medlemmar Sveriges största beachvolleybollförening.
Klubben startades 1993 av entusiaster som regelbundet spelade på den beachvolleyanläggning som då fanns i Högsbo. 1999 tog klubben över driften av NRJ Beachvolleyhall i Högsbo fram till 2011, då klubben flyttade till sin egen beachvolleyhall, Beach Center i Kviberg. Idag är Beach Center världens största beachvolleyhall med sina 16 inomhusbanor och 12 utomhusbanor. Klubben driver en träningsverksamhet för både junior, motionärer och elit. Många av klubbens spelare är idag aktiva på tävlingar runt hela världen och har som bäst kommit på fjärde plats (dam) och femte plats (herr) i en World Tour-tävling (2018). Klubbens Sigrid Simonsson blev av Svenska Volleybollförbundet utnämnd till Sveriges bästa spelare både 2017 och 2018.

## Internationella evenemang
Klubben har arrangerat både svenska touren, Swedish Beach Tour sedan 2011, nordeuropeiska mästerskapen, NEVZA, sedan 2013, samt även europatouren CEV Satellite. År 2019 kommer klubben och Sverige för första gången vara värd för såväl en världstour samt junior-EM. 

## Andra arrangemang
Klubben arrangerar varje år tre storturneringar där de flesta nationella tävlingsklasser på olika nivåer är representerade. Året inleds med Trettondagsturneringen som arrangeras helgen runt trettondagen. Nästa storturnering ligger under påskhelgen, Easter Cup, och spelas ofta under 3-4 dagar och sammanfaller med en internationell tävling, CEV Satellite eller World Tour. Den sista storturneringen på året är Halloween Cup som spelas under Allhelgonahelgen. Denna turnering samarrangeras med NEVZA, nordeuropeiska mästerskapen. Förutom dessa stora arrangemang spelas det rankinggrundande beachvolleyturneringar mer eller mindre varje helg, året runt i Beach Center. 